# La Buire
La Buire – francuska wytwórnia samochodów, której historia sięga połowy XIX wieku, gdy zajmowała się produkcją wagonów kolejowych. W 1904 roku firma rozpoczęła produkcję samochodów: 16HP, 28HP oraz 30HP posiadających czterocylindrowe silniki spalinowe. Ostatnim przedwojennym modelem był 80/100HP z silnikiem o pojemności 13,6 litra. Po wojnie firma rozpoczęła produkcję modeli 10A, 12B i 15HP. W wyniku bankructwa firma zakończyła produkcję w 1930 roku.